# Ellen Dougherty

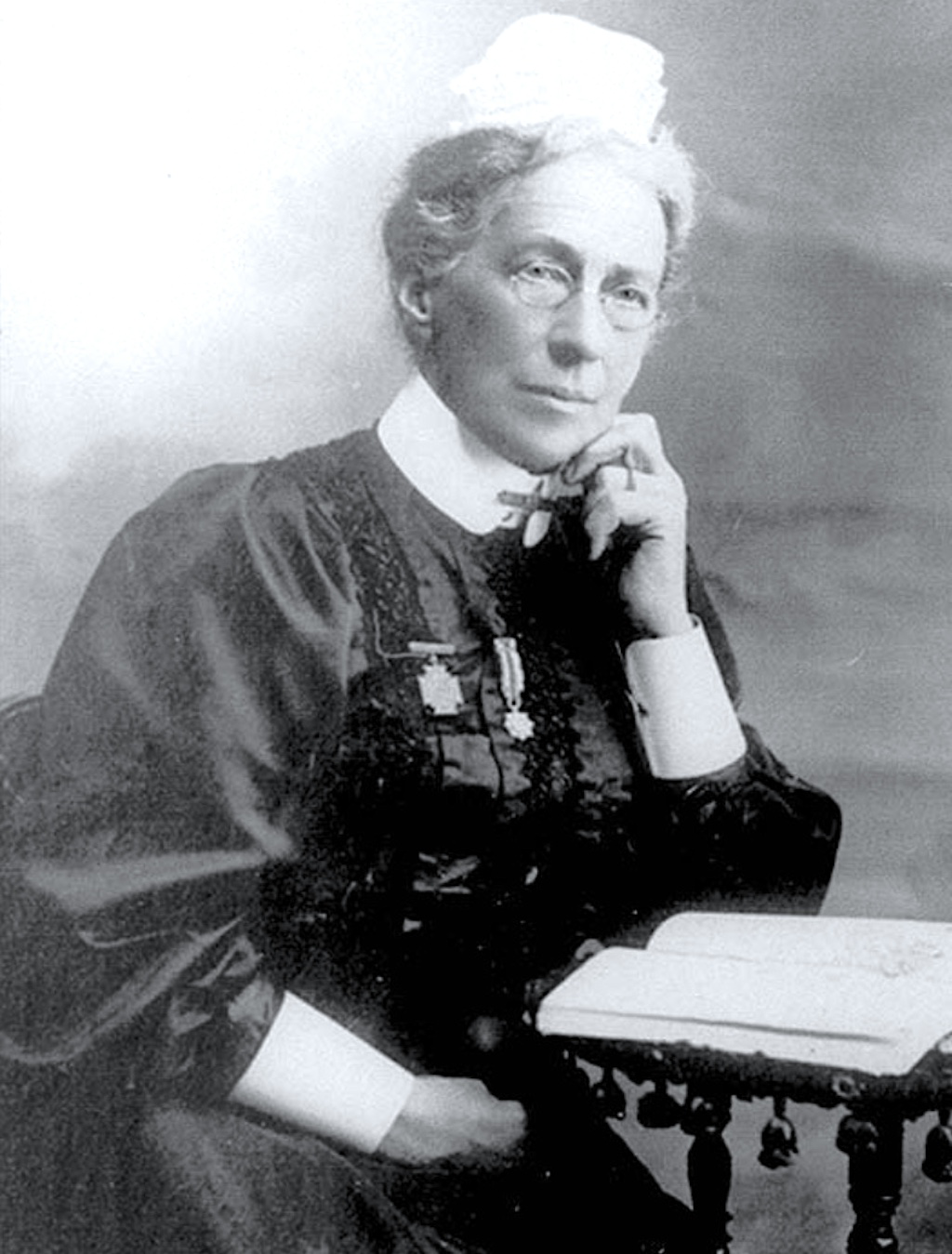
Ellen Dougherty
(ca. 1895)

Ellen Dougherty (* 20. September 1844 in der Cutters Bay, Region Marlborough, Neuseeland; † 3. November 1919 in Carterton, Region Wellington, Neuseeland) war eine neuseeländische Krankenschwester, Apothekerin und die erste offiziell registrierte Krankenschwester der Welt.

## Frühes Leben
Ellen Dougherty wurde am 20. September 1844 als Tochter der Eheleute Sarah McAuley und Daniel Dougherty, einem Walfänger, in der Cutters Bay der Region Marlborough geboren. Als Ellen etwa fünf Jahre alt war, nahm ihr Vater eine Stelle als Hafenlotse in Wellington an. Ihre Wohnlage am  Palmer Head war isoliert und die Lebensbedingungen rau. Ihre Bildung erlangte sie durch ihre Eltern und durch eine Gouvernante sowie durch das Lesen der Bücher aus der väterlichen Bibliothek. Ihr Vater verstarb 1857 und ihre Mutter betrieb daraufhin in der Ghuznee Street, südlich des Stadtzentrums eine Pension.

## Beruf als Krankenschwester
Bevor Ellen eine Ausbildung zur Krankenschwester begann, war sie vermutlich für einen Apotheker in der Stadt tätig. 1885 startete sie dann ihre Ausbildung im damaligen Wellington District Hospital und als Krankenschwester 1887 die Ausbildung ab. Anschließend studierte sie in dem Bereich der elementaren Anatomie und Physiologie. Sie wurde Leiterin der Unfallstation des Krankenhauses und leitete zusätzlich die chirurgische Abteilung. 1893 wurde sie stellvertretende Oberschwester im Wellington District Hospital, doch als sie für eine feste Stelle für die Position abgelehnt wurde, kündigte sie und wechselte zum Palmerston North Hospital, wo sie als Oberschwester arbeiten konnte.
Bei ihrer Ankunft stellte Ellen fest, dass es dem Krankenhaus an Geld und an einer Grundausstattung für die Patientenversorgung mangelte. Da es in jenen Tagen noch kein Antibiotika gab, war es für Krankenhäuser äußerste wichtig ausreichend saubere Wäsche zu haben. Sie organisierte Näherinnen um Laken, Kissenbezüge und Verbandsmaterial herzustellen. Unterstützt wurde sie seinerzeit von zwei Krankenschwestern und zwei Teilzeitkrankenschwestern, die sie von Wellington mitgebracht hatte. Da Palmerston North in jenen Tagen das Zentrum für den Eisenbahnbau der Nordinsel sowie für Buschrodungen und Sägemühlen war, waren Unfälle an der Tagesordnung und Ärzte nicht immer verfügbar. So war Ellen oft gefordert, Wunden zu versorgen, gebrochene Gliedmaßen zu richten und ab und zu, wenn es nicht anders ging, auch zu amputieren. Sie leitete auch die Krankenhausapotheke und wurde 1899 offiziell als Apothekerin zugelassen.
Im September 1901 schuf die Neuseeländische Regierung ein eigenes Gesetz (The Nurses Registration Act (1901)) für die Registrierung und Regulierung von Krankenschwestern. Als das Gesetz im Januar 1902 Gesetzeskraft erlangte, war Ellen am 10. Januar 1902 die erste Krankenschwester, die sich darüber hat offiziell registrieren lassen. Sie galt damit als die erste Krankenschwester der Welt, die von solch einer Möglichkeit gebrauch gemacht hat. Elizabeth Grace Neill, eine neuseeländische Krankenschwester hatte die Idee für das Gesetz und nach einer zweijährigen Kampagne dafür, war sie 1901 endlich am Ziel und Neuseeland das erste Land in der Welt, das über ein derartiges Gesetz verfügte.
1908 ging Ellen in den Ruhestand und ging, unverheiratet, nach Carterton zurück, um in der Nähe ihrer Familienangehörigen zu sein. Sie verstarb dort am 3. November 1919.